# Capela do Menino Deus (Rio de Janeiro)
A Capela do Menino Deus é uma capela católica localizada na Rua do Riachuelo, no bairro da Lapa, no município do Rio de Janeiro, no estado do Rio de Janeiro, no Brasil.

## História
A sua história confunde-se com a da fundação do antigo Convento de Santa Tereza. Numa manhã de maio de 1742, Madre Jacinta de São José e a sua irmã Francisca, passeavam pelo Caminho da Bica (depois, Rua de Matacavalos; atualmente, Rua do Riachuelo), onde exploraram uma antiga chácara ali existente, a Chácara da Bica. Encontraram a antiga casa em ruínas e, por entre o arvoredo em abandono, uma fonte. Ao regressar à casa, pediram ao tio delas, Manuel Pereira Ramos, que adquirisse a propriedade, no que foram satisfeitas.
As duas irmãs para lá se transferiram, fundando o Recolhimento do Menino Deus, primeiro convento das monjas carmelitas descalças na então Colônia, sob a direção de madre Jacinta São José. Tendo dado início à construção da primitiva capela, a mesma foi consagrada e teve sua primeira missa celebrada em 1 de janeiro de 1744. Mais tarde, diante da ameaça de demolição quando da retificação do traçado daquela importante via urbana, as irmãs, à época, obtiveram a promessa e o empenho do então governador Gomes Freire de Andrade, 1.º Conde de Bobadela (1685-1763), de que tal não aconteceria. De fato, pode verificar-se que, no local, a rua faz uma curva notável, quase em frente à capela.
Aquele governante, afirma-se que impressionado pela reputação de virtude de madre Jacinta, obteve, junto ao então bispo do Rio de Janeiro, o terreno onde se encontrava a Ermida do Desterro, no Outeiro do Desterro (atual bairro de Santa Tereza), para onde se transferiram as instalações do convento, permanecendo no antigo local apenas a Capela do Menino Deus. Com o tempo, a capela foi abandonada, caindo em ruínas. Foram recolhidos, então, ao convento, a imagem do Menino Deus e as demais relíquias.
Em 1925, a capela veio a ser reconstruída, após ter sido praticamente toda demolida a antiga capela pelo Conselho Superior da Sociedade de São Vicente de Paulo, com autorização das freiras do Convento de Santa Tereza, sob condição de que fosse reconstruída. Foram, assim, devolvidas, à capela, as relíquias da época de madre Jacinta (a imagem do Menino Deus, o cálice e os sinos), as quais foram transladadas em procissão no dia 6 de janeiro de 1925. De acordo com a tradição, o escritor Machado de Assis aqui passou num natal para assistir à missa, tendo escrito, a seguir, o seu "Auto de Natal". Consta, ainda, que o seu telhado é de telhas feitas nas coxas dos escravos e que, na parte superior da abóbada, existem marcas das mãos dos escravos que a construíram.

## Características
De planta retangular, a capela possui área de setenta metros quadrados. O edifício apresenta dois pavimentos. A fachada é em estilo neoclássico. O seu interior apresenta nave única, recoberta por abóbada, iluminada naturalmente pelo lado direito por quatro janelas em arco de volta perfeita ornadas por vitrais, mais uma na sacristia. O coro alto encontra-se sobre a porta principal.